# Moharras
Moharras es una pedanía del municipio de Villarrobledo, despoblada hacia la década de 1960, situada al noroeste de la provincia de Albacete (España), a 22 km de su Ayuntamiento.

## Significado del nombre

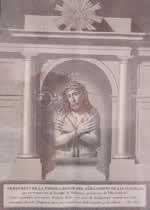
El Santísmo Cristo de las Injurias (Cristo de Moharras), en un grabado de 1855.

Algunos autores estiman que, etimológicamente, proviene de un vocablo árabe (moharrif) con el significado de ‘aguzado o afilado’. En castellano, una moharra es la punta de la lanza, que comprende la cuchilla y el cubo con que se asegura en el asta. Por otro lado y figuradamente, una moharra es una injuria u ofensa, de aquí puede venir el significado del nombre de su patrón Cristo de las Injurias. Sin embargo, el nombre del pueblo aparece antes que el de la imagen, por ello se estima que el de esta viene de aquel.
Sin embargo, es más probable que pueda estar asociado, al igual que el de otra población muy cercana (Barrax), a algún nombre de persona (Muharraj, Muharrax, etc.)

## Historia

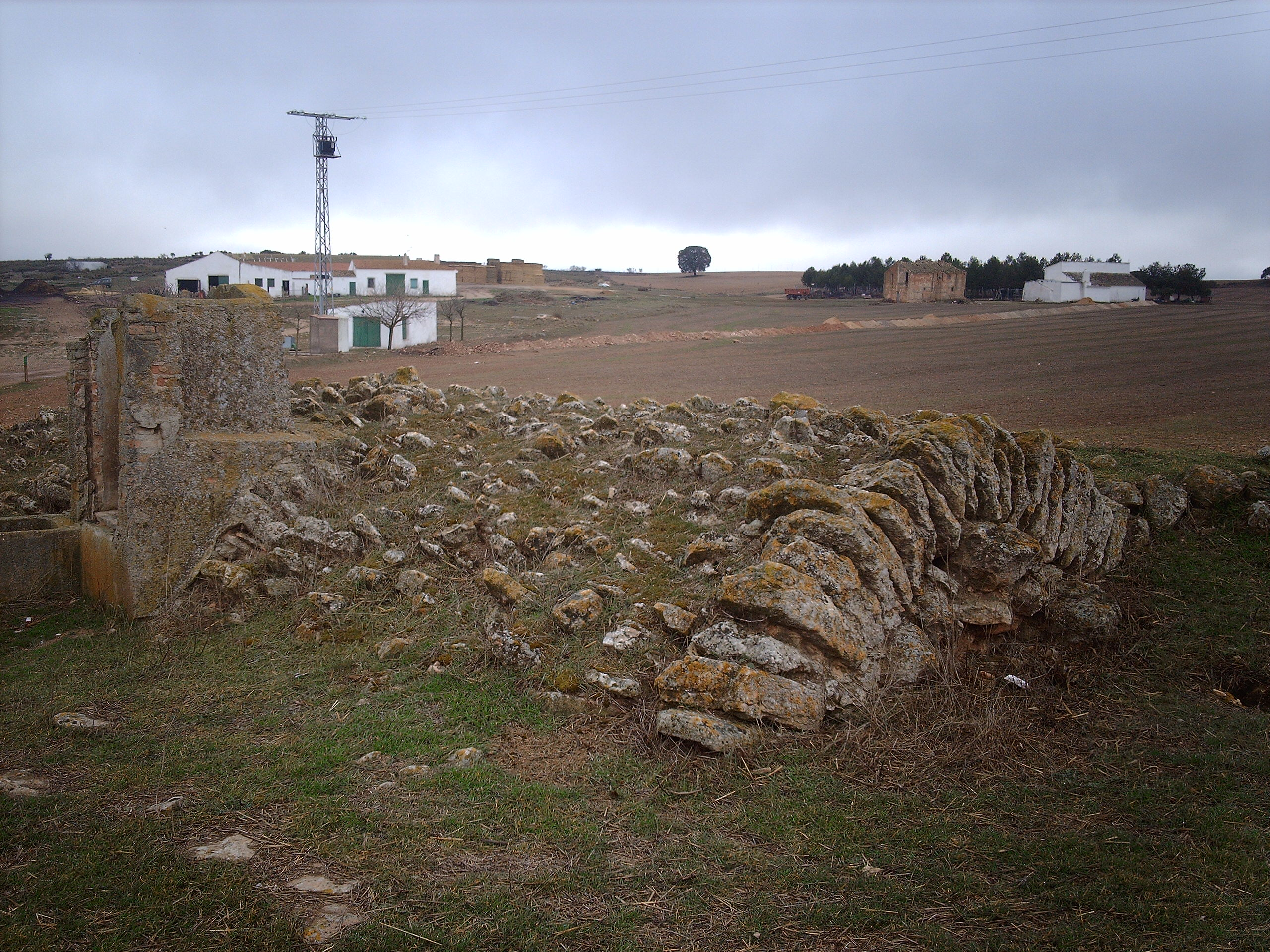
Aljibe de Moharras.

El sabor netamente arábigo de su nombre y la existencia de aljibes de tipología andalusí, parecen ubicar, si no su fundación, su primera época de esplendor en esa fecha.
El 13 de marzo de 1519, dentro de la política de poblamiento y reparto de tierras del concejo de Alcaraz, se le conceden al escribano de dicho concejo tierras con licencia para roturar en Marta (Santa Marta) y Moharras. A mediados del siglo XVI y con motivo de la ampliación del término, se le incluye expresamente dentro de Villarrobledo, aunque siempre fue objeto de litigio entre todos los pueblos limítrofes.
En 1910 contaba con 30 y en 1956 con 58 habitantes. Sin embargo, su declive fue muy rápido en la segunda mitad del siglo XX, llegando en muy pocos años a su total desaparición.
Hoy en día, su emplazamiento original está deshabitado, quedando en él restos de algunas construcciones de cierto valor como su Iglesia, ordenada construir por un miembro de la muy influyente  familia Pacheco: don Rodrigo Gerónimo Pacheco y Pacheco, con el mandato de que sus restos reposarán en ella (actualmente en las criptas de la Iglesia de San Blas en Villarrobledo). Este templo fue la antigua sede del Santísimo Cristo de Moharras, imagen anónima del siglo XIX, que fue rescatada milagrosamente de los republicanos durante la guerra civil española, actualmente conservada en Villarrobledo, asociado en siglos pasados a ciertas Romerías y hechos milagrosos. Esta imagen gloriosa, hoy forma parte del paso central de la Hermandad y Cofradía de Nazarenos del Santísimo Cristo de las Injurias (Moharras) y Nuestra Señora de las Angustias.
Esta cofradía es una de las más antiguas de la ciudad pues data de los siglos XVI o XVII. Se tiene constancia que la imagen del Cristo de Moharras ya procesionaba en el siglo XVII,  en la romería desde la antigua ermita de esta pedanía villarrobletana, si bien, su culto, parece ser que se desarrollaba con anterioridad en la vecina localidad  de Minaya.
No interviene en Semana Santa, hasta entrado el siglo XIX, cuando se reestructura la antigua Cofradía, y se integra en las fiestas de pasión, a la cual se la dota de una organización semejante a la del resto de Cofradías y Hermandades. 

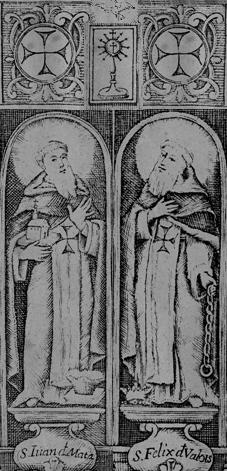
Detalle de un grabado de 1700, de los monjes fundadores de la Orden de los Trinitarios Calzados, con la versión de las cruces "patadas", a semejanza de las actuales vestiduras de la Cofradía del Cristo de Moharras.

Actualmente cuenta con dos pasos: el Cristo de las Injurias o de Moharras, contemporáneo a la fundación de la cofradía primigenia; y la Virgen de las Angustias, recuperada recientemente, pero también de gran belleza y valor artístico.
Las vestiduras son moradas con capa negra, con una pechera de fondo blanco con la Cruz de los Trinitarios: (Blanco englobante: Padre; azul yacente: Hijo; y rojo vertical: Espíritu Santo); además de guantes blancos, y sus nazarenos portan achones y báculos. Este atuendo, con una antigüedad superior a los 100 años, está inspirado en el de los monjes trinitarios, aunque se ha sustituido el capuchón original de la indumentaria de fraile por el del capirote actual.